# Josef Friedrich
Josef Friedrich, avstro-ogrski častnik, vojaški pilot in letalski as, * 12. september 1893, Zwiken, Bohemija, † ?, Češkoslovaška.
Nadporočnik Friedrich je v svoji vojaški službi dosegel 7 zračnih zmag.

## Življenjepis
Med prvo svetovno vojno je bil pripadnik Flik 16 in Flik 24.

## Odlikovanja
- vojaški zaslužni križec 3. razreda (2x)
- srebrna vojaška zaslužna medalja